# Przodkowo
Przodkowo (Duits: Seefeld) is een dorp in het Poolse woiwodschap Pommeren, in het district Kartuski. De plaats maakt deel uit van de gemeente Przodkowo en telt 1286 inwoners.